# دو يوشينغ
دو يوشينغ (بالصينية: 杜月笙) (شانغهاي: 22 غشت 1888 - هونغ كونغ: 16 غشت 1951) الملقب أيضا ب «ذي الأذن الكبيرة» كان قائد عصابات ومروج مخدرات صيني, تزعم منظمة العصابة الخضراء بشانغهاي.
تحالف يوشينغ مع شيانج كاي شيك والكومينتانغ في صراعهم ضد الشيوعيين في عشرينييات القرن العشرين, كما كان عنصرا مؤثرا في الحرب اليابانية الصينية الثانية. بعد نهاية الحرب الأهلية الصينية وهروب الكومينتانغ إلى تايوان, نفى يوشانغ نفسه إلى هونغ كونغ إلى أن توفي بها سنة 1951.